# Podalonia caucasica
Podalonia caucasica är en biart som först beskrevs av Alexander Mocsáry 1883.  Podalonia caucasica ingår i släktet Podalonia och familjen grävsteklar. Inga underarter finns listade i Catalogue of Life.